# Lutherkirche (Freiburg im Breisgau)

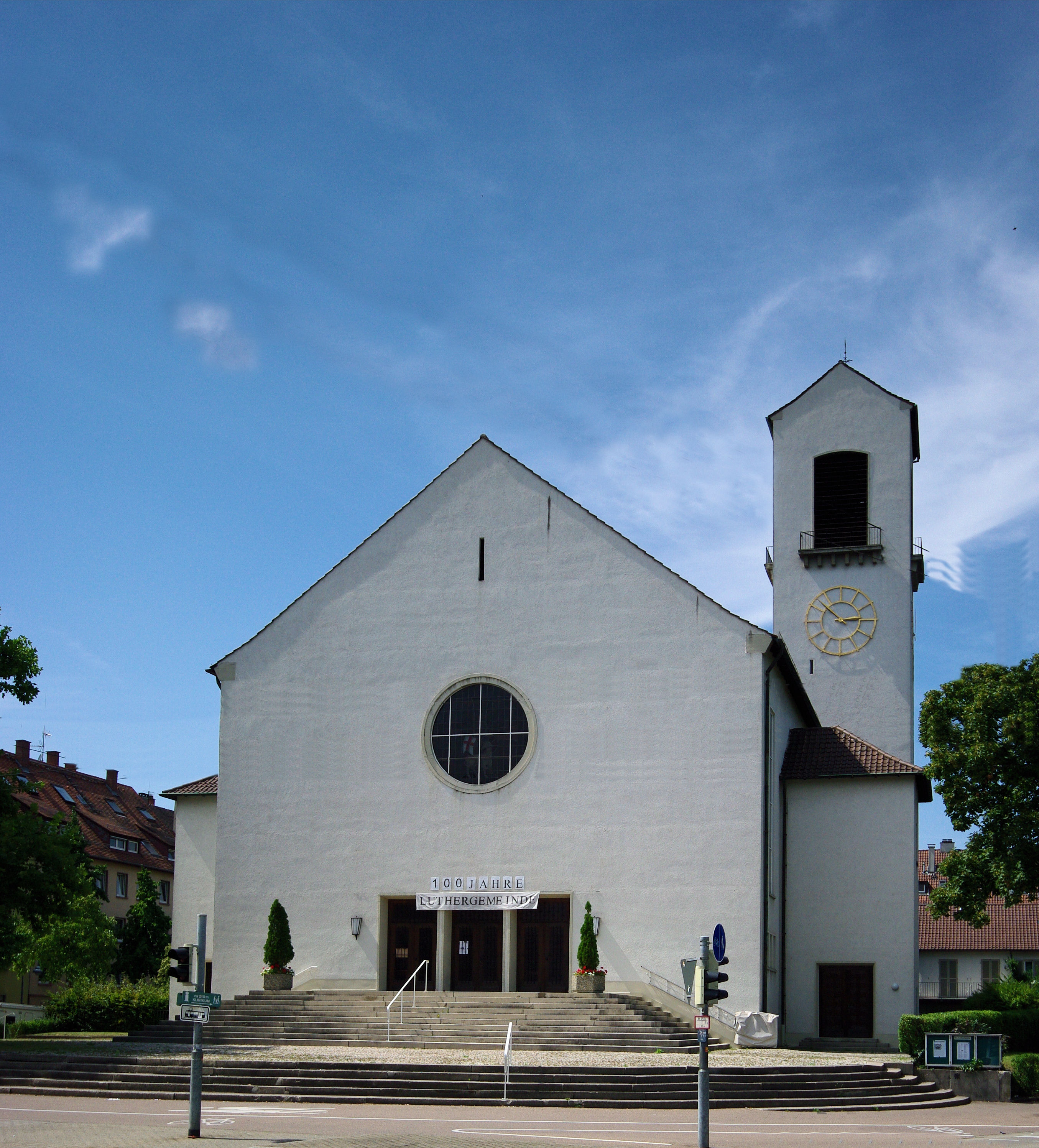
Lutherkirche Freiburg

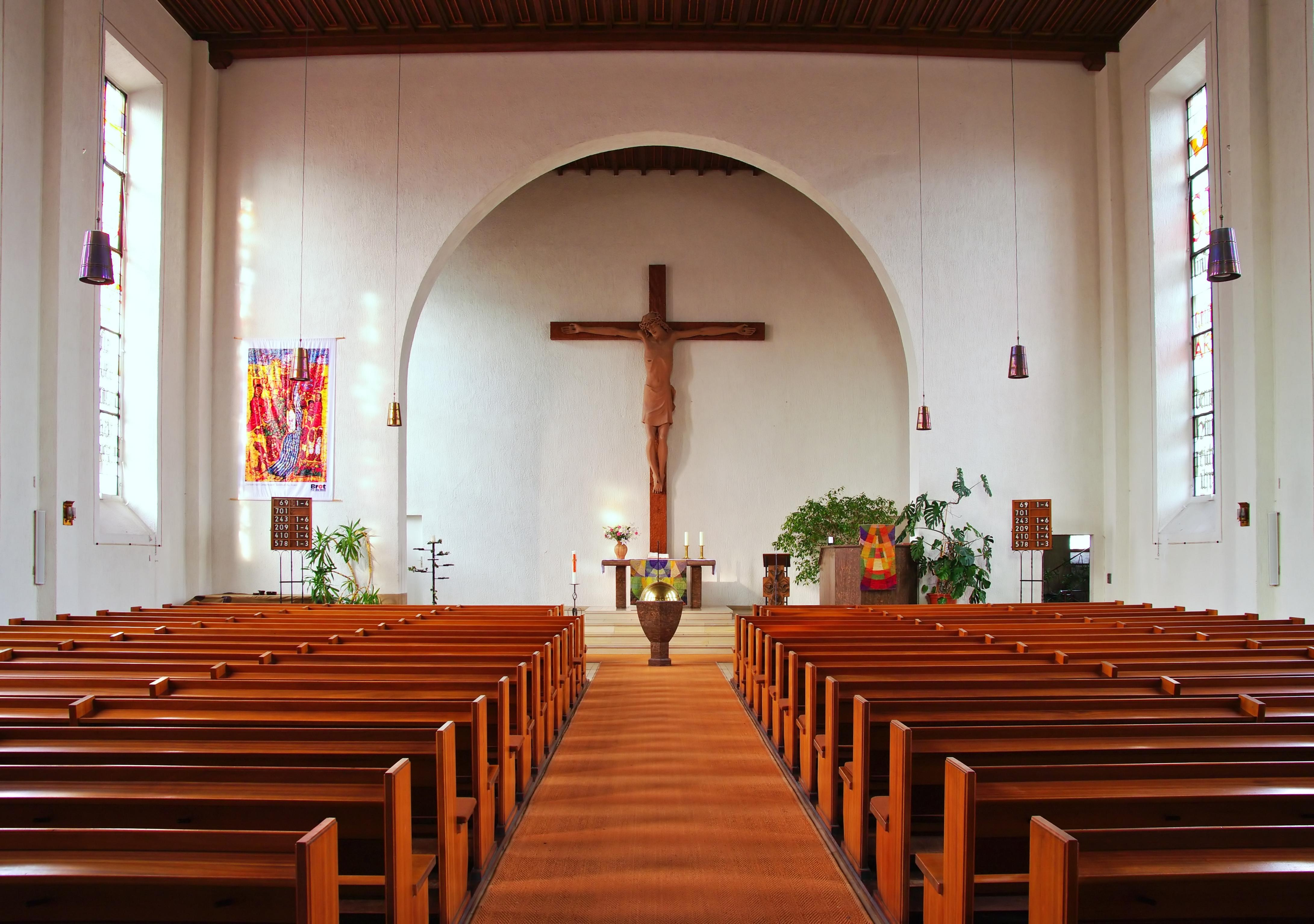
Inneres der Lutherkirche

Die Lutherkirche im Stadtteil Stühlinger der Stadt Freiburg im Breisgau ist eine ehemalige protestantische Kirche.

## Geschichte
Im Zuge des Bevölkerungswachstums im noch jungen Stadtteil Stühlinger wurde 1902 ein evangelisches Vikariat gegründet, das 1909 zur Pfarrei wurde. 1910 gehörten dieser schon fast 4800 Gläubige an. Damit war klar, dass ein eigenes Kirchengebäude benötigt wurde. Aus einem 1911 veranstalteten Architektenwettbewerb ging das Büro Schuster und Christen als Sieger hervor. Hans Christen entwarf einen Bau, bei dem Elemente des Klassizismus und des Jugendstils vereint waren. Es war die letzte Kirche, die in der Amtszeit von Otto Winterer erbaut wurde. Grundsteinlegung war 1913, Richtfest im Juli 1914. Dann aber begann der Erste Weltkrieg, in dessen Verlauf sich die Arbeiten zur Fertigstellung der Kirche lange hinzogen, so dass erst am 23. März 1919 die Einweihung gefeiert werden konnte.
Der Bombenangriff am 27. November 1944 im Verlauf des Zweiten Weltkriegs bedeutete dann schon wieder das Ende des Gebäudes – es wurde vollkommen zerstört, wobei der damalige Pfarrer auch seine Familie verlor: seine Frau und beide Kinder kamen ums Leben, weil der Turm auf das Pfarrhaus stürzte.
Eine Baracke in der Nähe diente ab 1946 als Notkirche, bis 1953 ein Ersatzbau auf dem Kirchengrundstück nach Plänen des Architekten Max Schmechel eingeweiht werden konnte.
Weil die Gottesdienstbesuche stark rückläufig sind, wurde die Pfarrei der Lutherkirche mit der Kreuzkirchenpfarrei zusammengelegt, die Kirche wurde nicht mehr benötigt. Am 31. Januar 2016 fand der letzte Gottesdienst statt, bevor der Kirchensaal entwidmet und dem Universitätsklinikum durch Erbbaurecht überlassen wurde.

### Nachnutzung

#### Kirchengebäude
Ersten Pläne zufolge sollte im Kirchengebäude selbst ein großer Hörsaal mit 400 Plätzen für die Medizinische Fakultät als Raum-in-Raum-Konstruktion entstehen. Dies hätte allerdings die Beteiligung von Sponsoren bedeutet, die nicht gefunden wurden. Stattdessen sollen im Kirchengebäude nun Lernarbeitsplätze und Seminarräume für Studierende der Medizinischen Fakultät beziehungsweise im Untergeschoss Übungsräume für Studierende der Zahnklinik entstehen. Die Bauarbeiten begannen im April 2024 und sollen bis Ende des Jahres 2026 abgeschlossen werden.

#### Pfarrhaus und Gemeindesaal
Auf dem Gelände des ehemaligen Pfarrhauses und des nicht mehr benötigten Gemeindesaals, die bei der Evangelischen Kirche verblieben, sollte ursprünglich ein fünfstöckiges „Haus der Evangelischen Kirche“ für die Kirchenverwaltung und das Diakonische Werk errichtet werden. Dieses ist nun allerdings in der Schnewlinstraße in einem bestehenden Gebäude eingerichtet worden. Die zukünftige Nutzung der leer stehenden Räume ist noch offen.

## Beschreibung

### Die ursprüngliche Kirche
Der erste Kirchenbau nach Plänen der Architekten Schuster und Christen wurde in der Spätzeit des Jugendstils auch unter Verwendung der Antike entlehnter Elemente errichtet. Der ost-west-orientierte Bau hatte eine auffallende, markante Form mit großem Walmdach und einem weit sichtbaren Turm an der Nordwest-Ecke. Die Eingangsfassade im Osten ist im Mittelbereich dreigliedrig gestaltet, mit hohen rechteckigen Fenstern über Portalen, überdacht von einem runden Segmentgiebel. Durch die Gestaltung der Eingangsfassade machte die Kirche von außen eher einen klassizistischen Eindruck. Im Innern war die Saalkirche durch ihre Gestaltung aus gestampftem Muschelkalk eher dem Jugendstil zuzurechnen. Die „anmutsvolle Sprache der Kunst“ wie auch die Bestuhlung mit Klappsitzen stießen allerdings nicht auf ungeteilte Zustimmung der Gottesdienstbesucher.

### Der Nachkriegsbau

#### Außen
Die Nachfolgekirche ist ebenfalls ein Saalbau, jedoch weiß verputzt mit schlichtem Satteldach und glatter Eingangsfassade. Er fasst etwa 800 Personen und war damit die größte evangelische Kirche in Freiburg, Über einem dreiteiligen Portal ohne Hervorhebung befindet sich ein Rundfenster. Übernommen ist die in Bezug zum Straßenniveau erhöhte Lage mit einem halbrunden Vorplatz, der über mehrere Stufen zu erreichen ist und von dem eine vielstufige Treppe zum Eingangsportal führt.
Insgesamt ist der Bau im Gegensatz zur ersten, das Stadtbild prägenden Kirche eher unauffällig und ähnelt in mancher Hinsicht zwei anderen Freiburger Kirchen: der 1937/38 entstandenen katholischen Kirche Heilige Familie und der katholischen Dreifaltigkeitskirche, die zur gleichen Zeit wie die neue Lutherkirche entstanden ist.

#### Turm und Glocken
Der quadratische Turm, wieder an der Nordwestecke, ist ebenfalls mit einem Satteldach bedeckt; unterhalb der Höhe der Dachtraufe befinden sich auf allen vier Seiten rechteckige hohe Schallöffnungen mit vorgesetzten schmalen Balkonen. Darunter sind  – ziffernlose – Zifferblätter einer Turmuhr angebracht. Von den ursprünglich vorhandenen, 1923 vom Bochumer Verein gegossenen Kirchenglocken aus Gussstahl konnte nur die größte aus den Trümmern geborgen werden, drei neue, ebenfalls in Bochum gegossen, kamen 1967 hinzu.
| Glocke | Name     | Schlagton | Gewicht | Durchmesser |
| ------ | -------- | --------- | ------- | ----------- |
| 1      | Golgatha | b°+4      | 2600 kg | 1887 mm     |
| 2      | Friede   | des’+4    | 2061 kg | 1670 mm     |
| 3      | Heimat   | fes’+4    | 1200 kg | 1400 mm     |
| 4      | Hoffnung | g’+4’     | 0751 kg | 1118 mm     |

#### Innen
Der Innenraum wird wie der Vorgängerbau durch hohe rechteckige Fenster belichtet und ist wie das Äußere sehr schlicht gehalten. Er weist eine Möblierung mit Bänken auf. Der Altarraum, an dessen Rückwand ein großes Kruzifix zu sehen war, ist durch einen Bogen vom übrigen Raum getrennt.

## Anbindung
Die Lutherkirche befindet sich direkt an der Haltestelle Friedrich-Ebert-Platz an der Straßenbahnlinie 2. Unmittelbar nördlich des Kirchengebäudes befindet sich eine Station des Fahrradverleihsystems Frelo.